# Macintosh IIcx

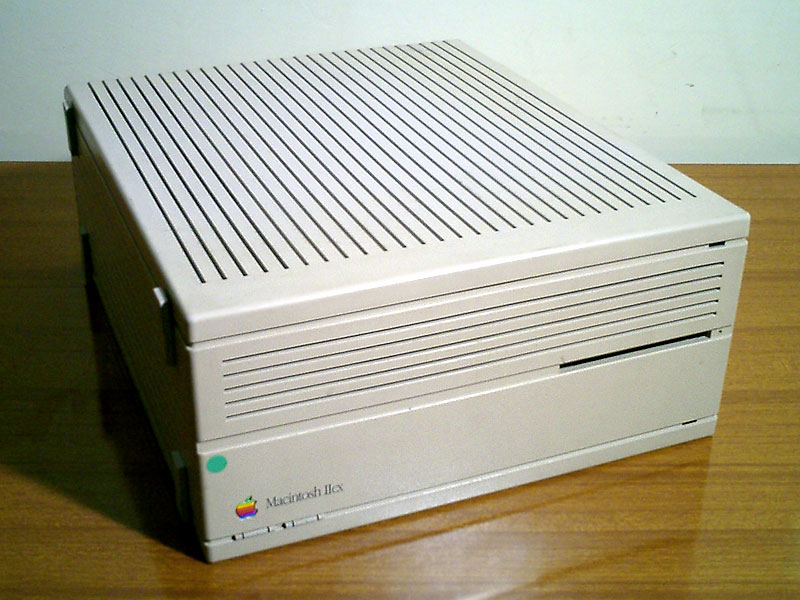
Macintosh IIcx

Macintosh IIcx ist der Name eines von Apple produzierten Computers. Er wurde im März 1989 vorgestellt, die Produktion endete im Februar 1991. Er folgte dem Macintosh IIx, wobei das c für compact steht.
Der Rechner basierte auf einem Motorola 68030 mit 16 MHz und der FPU Motorola 68882. Anstelle von 6 NuBus-Steckplätzen wie beim IIx war dieser mit 3 ausgestattet. Sein Nachfolgemodell ist der Macintosh IIci.